# 安齋吏都
安齋 吏都（あんざい りづ、2012年〈平成24年〉8月19日 - ）は、日本の女優。
クラージュキッズ所属。

## 出演

### テレビドラマ
- 大奥（2024年1月18日 - フジテレビ）- 五十宮倫子（幼少期）役

### バラエティ
- クイズ!あなたは小学5年生より賢いの?（2024年4月14日 - 日本テレビ）[1]

### ミュージックビデオ
- ももいろクローバーＺ MV「Heroes」(2024年4月12日先行配信、4月14日MV公開)[2]